# Пядь

Соотношение единиц длины с пропорциями тела человека.

Пядь — древнерусская мера длины, изначально равная расстоянию между концами растянутых пальцев руки — большого и указательного.
1 пядь = 1/12 сажени = 1/4 аршина = 4 вершка = 7 дюймов = 17,78 см.

## Этимология
- Согласно словарю М. Фасмера:

Происходит от праслав. формы *рędь, от которой в числе прочего произошли: др.-русск. пядь, ст.-слав. пѩдь (σπιθαμή; Еuch., Рs. Sin.), укр. п᾽ядь (род. п. -и) «мера длины, четверть аршина», болг. пе́дя, пе́дей, макед. пент᾽, сербохорв. пе̑д (род. пе̑ди), словенск. ре̣̑d, чешск. рíd᾽, словацк. рiad᾽, польск. piędź, piądź, в.-луж. pjedź, н.-луж. pěź. Сравнивают с лат. реndō, -еrе «взвешивать», реndеō, -ērе «висеть», родственно слав *рьnǫ, *pęti «натягивать» (см. пну), далее лит. spę́sti, spéndžiu «расставлять силки, ловить в западню», spiñdis «ловушка», др.-лит. spándyti «натягивать», латышск. spuôsts «ловушка», др.-в.-нем. spanna «пядь», нов.-в.-нем. spannen «натягивать», Spanne «пядь».

## Виды пяди
Пядь — расстояние от конца большого пальца до конца указательного пальца при наибольшем возможном их раздвижении. Первоначально пядь (или, по-другому, малая пядь) равнялась расстоянию между концами вытянутых пальцев руки — большого и указательного. Известна также «большая пядь» — расстояние между кончиком большого и среднего пальцев. Кроме того, использовался так называемый «пядень с кувырком» («пядь с кутыркой») — пядь с прибавкой двух или трёх суставов указательного пальца.

## История
Пядь упоминается с XII века, но указания на её большой размер встречаются в более поздних источниках. Этот термин имел общеславянское распространение.
Игумен Даниил в описании своего путешествия употребляет пядь, но не даёт достаточных данных для определения её размера. Метрическое значение древнерусской пяди было выяснено путём сравнительного анализа данных ряда паломников в Палестину в XII—XVI веках, описавших так называемый гроб Господень, например дьякона Игнатия (1391), дьякона Троицкого монастыря Зосимы (1420). Установлено, что размер древнерусской пяди колебался в пределах 17—23 см.
Академик Б. А. Рыбаков, специально изучавший меры длины XI—XV веков, выяснил, что малая пядь равнялась 19 см, а большая — 22—23 см. В Древней Руси употребляли ещё одну пядь, называвшуюся «пядь с кувырком». Б. А. Рыбаков подтвердил её существование изучением размеров древнерусских кирпичей. Эта пядь была равна малой пяди плюс два (по В. И. Далю) или три сустава указательного или среднего пальца. Таким образом, эта пядь была равной 27 или 31 см.
Пядь в качестве народной меры употреблялась очень долго, ею измеряли, например, иконы или толщину снежного покрова ещё в XVII веке.
О пяди как официальной мере с чётко установленным соотношением её с другими единицами (1/12 сажени) можно говорить только с XVI века. Впоследствии в официальной метрологии пядь уступила своё место четверти.
После метрологической реформы Петра I в начале XVIII века пядь (точнее, сменившая её четверть) приравнена к 7 английским дюймам: сажень была приравнена к 7 английским футам (213,36 см) и уменьшилась от прежнего значения (216 см) примерно на 1 %, это уменьшение произошло и с другими старорусскими мерами длины, в том числе и с пядью (четвертью), которая в современных единицах стала равна 17,78 см.
Тем не менее, пядь продолжала употребляться в качестве народно-бытовой меры вплоть до XX века.

### Старорусская пядевая система мер
- 1⁄4 пяди = 1 вершок (4,445 см)
- 1 пядь = 17,78 см
- 2 пяди = 1 стопа (35,56 см)
- 3 пяди = 1 локоть (53,34 см)
- 4 пяди = 1 аршин (71,12 см)
- 5 пядей = 1 шаг (88,9 см)
- 6 пядей = 1 мера или полсажени (106,68 см)
- 7 пядей — лобъ = (124,46 см)
- 8 пядей = 1 столбец (142,24 см)
- 9 пядей = 1 посох (160,02 см)
- 10 пядей = 1 витой посох или маховая сажень (177,8 см)

- 12 пядей = 1 сажень (213,36 см)
- 14 пядей = 1 косая сажень (248,92 см)
- 16 пядей = 1 круг (284,48 см)
- 6000 пядей = 1 верста (1066,8 м)

Здесь приведение к современным единицам длины носит иллюстративный характер, поскольку официального установления связи пяди ни с метрической, ни с имперской британской, ни даже с русской системой мер никогда не было. Пересчёт выполнен через четверть (1/4 аршина), которая считалась со времён её введения при Иване Грозном эквивалентом пяди. Привязка четверти к английской системе единиц (дюйму, футу) выполнена во времена метрологической реформы Петра I, когда сажень (12 четвертей) была установлена равной точно 7 английским футам. Современная точная привязка английского фута к метрической системе (1 фут = 30,48 см точно) была сделана лишь в 1959 году.

## Близкие единицы
- Пядь приблизительно соответствует английской единице измерения «span», равной 9 дюймам (22,86 см), которая изначально определялась как расстояние от кончика большого пальца до кончика мизинца.
- Также близка пядь к африканской единице измерения унгуру, которая равна расстоянию от кончика большого пальца до кончика среднего. Приблизительно унгуру равна 8 английским дюймам, то есть 21 см.

## В популярной культуре
- «Наконец-то нам дали приказ наступать, отбирать наши пяди и крохи» (В. С. Высоцкий, «Мы вращаем Землю», 1972).
- «Будь ты семи пядей во лбу, а где-нибудь промажешь» (Н. Островский. «Как закалялась сталь»).
- «Кто из моих людей смеет обижать сироту? — закричал он. — Будь он семи пядень во лбу, а от суда моего не уйдет…» (А. Пушкин. «Капитанская дочка»).

### Пословицы
- «Ни пяди» (ни отдать, ни взять, ни уступить) — даже самой малой части («Чужой земли мы не хотим ни пяди, но и своей вершка не отдадим»).
- «Семи пядей во лбу» (разг.) — человек большого ума.
- «Семь пядей во лбу» — обладающий большими умственными способностями.
- Существует поговорка «Не нужно быть семи пядей во лбу» — не нужно обладать большим умом, чтобы справиться с определённой задачей. Семь пядей равняются человеческому росту примерно к 12-летнему возрасту.
- Уступишь на пядень, а потянут на сажень.
- Ты от дела на пяденьку, а оно от тебя на саженьку.
- От дяди ни пяди, от кумы никуды
- Пяденька за пяденькой, а не стало саженьки
- Жили сажень, а доживать пядень